# قلعة يلوستون
فورت يلوستون كان حصن للجيش الأمريكي، أنشئ في عام 1891 في الينابيع الساخنة العملاقة  في حديقة يلوستون الوطنية.تقرر إنشاء يلوستون  في عام 1872 ولكن وزارة الداخلية كانت غير قادرة على إدارة المتنزه إدارة فاعلة. تم نقل الإدارة  إلى وزارة الحرب في آب / أغسطس 1886 ثم ارسل اللواء فيليب شيريدان  شركة سرية من الفرسان إلى الينابيع الساخنة العملاقة لبناء مقر. الجيش سمى المقر  معسكر شيريدان في شرف شيريدان ولكن تم تغيير الاسم إلى حصن يلوستون في عام 1891 عندما اكتمل البناء الدائم للحصن. الجيش دار المتنزه حتى عام 1918 عندما تم نقلها إلىإدارة المتنزهات الوطنية المنشأة حديثا.   الحصن يلوستون الآن يضم  مقر الإدارة الرئيس لمتنزه يلوستون، ويحتوي مركز هوراس أولبرايت  للزوار والساحين بالإضافة إلى مكاتب للمضفين.
بين عامي 1891 و 1913، ما مجموعه 60 بناية شيدت في حصن يلوستون، منها 35 لا تزال موجودة بعد مائة سنة. بنيت القلعة في مرحلتين رائيسية. خلال أول مرحلة  للبناء في الفترة من 1891 إلى عام 1897، اكعة من الخشب على طراز نمط الاكواخ. عدد قليل منهم بني على طراز أحياء المستعمرات. ثاني  مرحلة بناء بدأت في عام 1908 واختتمت في عام 1913. أكثر هياكل المرحلة الثانية   بنيت من الحجر  حاجرالرملي محلي. قدد من تلك الهياكل الآن يستخدم لمكاتب الإدارية ومساكن لخدمة الموظفين وزوار المركز. بعد  حدود الحصن، اكواخ  شيدت للاستخدام من قبل مفارز صغيرة من أفراد الجيش بينما كانو في دوريات في المتزه.

## وصلات خارجية
- وطنية تاريخية المشروع: حصن يلوستون نسخة محفوظة 28 يوليو 2012 على موقع واي باك مشين.
- الحديقة الوطنية خدمة: حصن يلوستون

‌